# Яцик Олександр Олександрович
Олександр Олександрович Яцик (нар. 3 січня 2003, Київ, Україна) — український футболіст, центральний півзахисник київського «Динамо». Учасник молодіжного чемпіонату Європи 2025 у складі молодіжної збірної України.